# Libnotes (Laosa) regalis
Libnotes (Laosa) regalis is een tweevleugelige uit de familie steltmuggen (Limoniidae). De soort komt voor in het Oriëntaals gebied.